# Low Church
Low Church bezeichnet im Anglikanismus diejenigen, die wenig Wert auf äußerliche Rituale und den wesentlichen Glaubensschwerpunkt auf die Predigt, individuelle Erlösung und persönliche Bekehrung legen. Der Begriff wird zumeist im liturgischen Sinn verwendet und bezeichnet eine protestantische Betonung, während „High Church“ das Ritual betont.
Es ist zunächst ein theologisch gemeinter Ausdruck, der dem „hohen“, d. h. sakramentalen und episkopalen, Kirchenbegriff der katholisierenden High-Church-Richtung eine eher protestantisch-calvinistische Sicht der Kirche entgegenstellt. Danach ist die Kirche selbst nicht eigentlich Glaubensgegenstand, sondern nur Konsequenz aus der Predigt des Evangeliums. Die eigentliche Seinsweise der Kirche ist nicht die weltgeschichtliche und globale, sondern die lokale und gemeinschaftliche, d. h. die Gemeinde. Wichtiger als der Glaube der Kirche, ihre Liturgie und ihre Dogmen sind die Gläubigkeit der einzelnen Christen und ihre Lebensgestaltung. Dabei spielen die Begriffe Bekehrung und Wiedergeburt vielfach, aber nicht überall eine Rolle. Low Church kann sich auch betont offen und volkskirchlich darstellen.
Dem eigentlich theologischen Begriffspaar korrespondiert die soziologische Verortung beider Phänomene, da die High Church bei Königshaus, Adel und Bildungsbürgertum, die Low Church beim Kleinbürgertum, bei Kleinunternehmern und Handwerkern den Schwerpunkt ihrer Anhängerschaft findet. Beiden fast gleich fern steht die Arbeiterschaft, die religiös eher bei anderen als anglikanischen Denominationen Beheimatung findet.
Mitgeprägt wurde die Low-Church-Richtung durch „bekehrte“ Pfarrer wie George Thompson, Charles Simeon, John W. Fletcher und John Newton.